# Regional Mexican Airplay
Latin Regional Mexican Airplay — хит-парад Billboard, составляющийся из композиций из подвидов латиноамериканской музыки, которые объединены в категорию Regional Mexican. В основе чарта, как и многих других хит-парадов Billboard, лежат данные о ротации музыкальных композиций на радио.

## Композиции, ставшие лучшие по итогам года в чарте Regional Mexican
- 1996: «Un Millon de Rosas», La Mafia
- 1997: «Ya Me Voy Para Siempre», Los Temerarios
- 1998: «Por Que Te Conocí», Los Temerarios
- 1999: «Necesito Decirte», Conjunto Primavera
- 2000: «El Listo de tu Pelo», Los Angeles Azules
- 2001: «Y Llegaste Tu», Banda el Recodo
- 2002: «No Me Conoces Aun», Palomo
- 2003: «Una Vez Mas», Conjunto Primavera
- 2004: «Dos Locos», Los Horoscopos de Durango
- 2005: «Hoy Como Ayer», Conjunto Primavera
- 2006: «Aliado del Tiempo», Mariano Barba
- 2007: «Dime Quien Es», Los Rieleros del Norte
- 2008: «Hasta el Dia de Hoy», Los Dareyes de la Sierra
- 2009: «Te Presumo», Banda el Recodo